# Amastus
Amastus é um gênero de traça pertencente à família Arctiidae.

## Espécies
- Amastus bicolor (Maassen, 1890)
- Amastus cellularis Rothschild, 1922
- Amastus collaris (Herrich-Schäffer, [1853])
- Amastus maasseni (Rothschild, 1909)
- Amastus modesta (Maassen, 1890)
- Amastus mossi (Rothschild, 1922)
- Amastus muscosa (Rothschild, 1909)
- Amastus rubicundus (de Toulgoët, 1981)
- Amastus rufocinnamomea (Rothschild, 1909)
- Amastus rufothorax de Toulgoët, 1999
- Amastus umber Rothschild, 1909
- Amastus walkeri (Rothschild, 1922)